# Aloe cryptopoda x trachyticola
Aloe cryptopoda x trachyticola é uma espécie de liliopsida do gênero Aloe, pertencente à família Asphodelaceae.